# Pinang (Pinang)
Pinang is een bestuurslaag in het regentschap Tangerang van de provincie Banten, Indonesië. Pinang telt 19.828 inwoners (volkstelling 2010).